# Shortugai

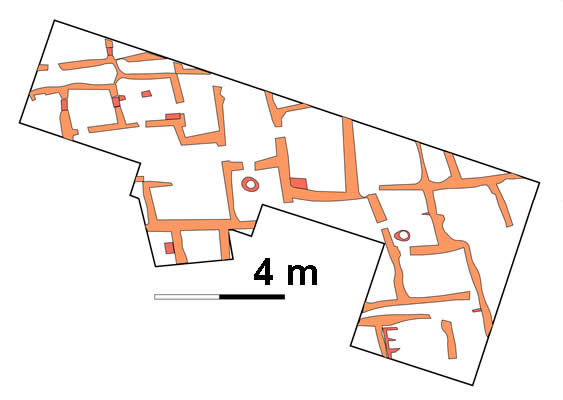
Mapa de Shortugai de la civilización del Valle de Indu.

Shortugai (Shortughai) fue una colonia comercial de la civilización de la cultura del valle del Indo establecida alrededor del año 2000 a. C. en el río Oxus al norte de Afganistán. De acuerdo con Sergent, esta colonia "posee todas las características clásicas de un complejo de la cultura Harappa".
La ciudad se compone de dos colinas llamadas A y B por los excavadores. Uno de ellos era la ciudad propiamente dicha, y el otro la ciudadela. Cada uno de ellos posee 2 hectáreas de extensión. Hallazgos típicos de esta civilización son un sello con una breve inscripción, modelos de arcilla de carretas de tiro, y cerámica pintada.